# Cichlasoma steindachneri
Cichlasoma steindachneri је зракоперка из реда Perciformes и фамилије Cichlidae.

## Угроженост
Ова врста се сматра рањивом у погледу угрожености врсте од изумирања.

## Распрострањење
Врста је присутна у Мексику.

## Станиште
Станиште врсте су слатководна подручја.